# Kurash
 Der er for få eller ingen kildehenvisninger i denne artikel, hvilket er et problem. Du kan hjælpe ved at angive troværdige kilder til de påstande, som fremføres i artiklen.

Kurash er traditionel usbekisk brydning, der er ca. 3500 år gammel. Det dyrkes stående iført en traditionel brydedragt.
Siden 1990'erne er reglerne blevet standardiserede i et forsøg på at udbrede brydningen ud over centralasiens grænser. Således er Kurash kun stående – armlåse, stranguleringer og greb under bæltestedet er forbudt.